# Stig Malmberg
Stig Johan Malmberg, född 13 oktober 1930 i Stockholm, död 2 oktober 2016 i Hedvig Eleonora församling i Stockholm , var en svensk författare av ungdomsböcker.
Malmberg började som typograf och var anställd vid Tryckeri AB Svea 1947–1953. Han var medarbetare vid Aftontidningen 1953 och vid Aftonbladet sedan 1953, inklusive som produktionschef och sportkrönikör.
Tre bokserier skrev han tillsammans med Sven Wernström under olika pseudonymer.
Malmberg är gravsatt i minneslunden på Skogskyrkogården i Stockholm.